# Aeroportul Municipal Madras
Aeroportul Municipal Madras (IATA: MDJ, FAA LID: S33) este un aeroport din Oregon, Statele Unite ale Americii ce deservește zona Madras⁠(d). A fost numit după zona deservită.
Situat la o altitudine de 743 m, aeroportul dispune de 2 piste.

## Infrastructură

### Piste
Aeroportul dispune de 2 piste. Pista 04/22 are suprafața de asfalt și dimensiunile 2.701 picioare × 50 picioare. Pista 16/34 are suprafața de asfalt și dimensiunile 5.089 picioare × 75 picioare. 